# Isi Manellari
Isi Manellari (Pogradec, 31 gennaio 1998) è un calciatore albanese, centrocampista del Laçi.

## Carriera

### Club
Il 1° agosto 2022 viene acquistato a titolo definitivo dalla squadra albanese del Laçi.

## Statistiche

### Presenze e reti nei club
Statistiche aggiornate al 10 marzo 2025.
| Stagione         | Squadra          | Campionato       | Campionato | Campionato | Coppe nazionali | Coppe nazionali | Coppe nazionali | Coppe continentali | Coppe continentali | Coppe continentali | Altre coppe | Altre coppe | Altre coppe | Totale | Totale |
| Stagione         | Squadra          | Comp             | Pres       | Reti       | Comp            | Pres            | Reti            | Comp               | Pres               | Reti               | Comp        | Pres        | Reti        | Pres   | Reti   |
| ---------------- | ---------------- | ---------------- | ---------- | ---------- | --------------- | --------------- | --------------- | ------------------ | ------------------ | ------------------ | ----------- | ----------- | ----------- | ------ | ------ |
| 2014-2015        | Pogradeci        | KP               | 0          | 0          | CA              | 1               | 0               | -                  | -                  | -                  | -           | -           | -           | 1      | 0      |
| 2015-2016        | Pogradeci        | KP               | 6          | 1          | CA              | 1               | 0               | -                  | -                  | -                  | -           | -           | -           | 7      | 1      |
| 2018-2019        | Iliria           | KP               | 17         | 0          | CA              | 1               | 0               | -                  | -                  | -                  | -           | -           | -           | 18     | 0      |
| 2019-2020        | Iliria           | KP               | 26         | 1          | CA              | 2               | 0               | -                  | -                  | -                  | -           | -           | -           | 28     | 1      |
| Totale Iliria    | Totale Iliria    | Totale Iliria    | 43         | 1          |                 | 3               | 0               |                    | -                  | -                  |             | -           | -           | 46     | 1      |
| 2020-2021        | Pogradeci        | KP               | 19         | 2          | CA              | 2               | 0               | -                  | -                  | -                  | -           | -           | -           | 21     | 2      |
| Totale Pogradeci | Totale Pogradeci | Totale Pogradeci | 25         | 3          |                 | 4               | 0               |                    | -                  | -                  |             | -           | -           | 29     | 3      |
| 2021-2022        | Tomori           | KP               | 30         | 7          | CA              | 2               | 1               | -                  | -                  | -                  | -           | -           | -           | 32     | 8      |
| 2022-2023        | Laçi             | KS               | 31         | 0          | CA              | 5               | 0               | UECL               | 0                  | 0                  | -           | -           | -           | 36     | 0      |
| 2023-2024        | Laçi             | KS               | 32+1       | 1+0        | CA              | 3               | 0               | -                  | -                  | -                  | -           | -           | -           | 36     | 1      |
| 2024-2025        | Laçi             | KS               | 28         | 0          | CA              | 3               | 0               | -                  | -                  | -                  | -           | -           | -           | 31     | 0      |
| Totale Laçi      | Totale Laçi      | Totale Laçi      | 91+1       | 1+0        |                 | 11              | 0               |                    | 0                  | 0                  |             | -           | -           | 102    | 1      |
| Totale carriera  | Totale carriera  | Totale carriera  | 189+1      | 12+0       |                 | 20              | 1               |                    | 0                  | 0                  |             | -           | -           | 210    | 13     |